# Schneetiegel

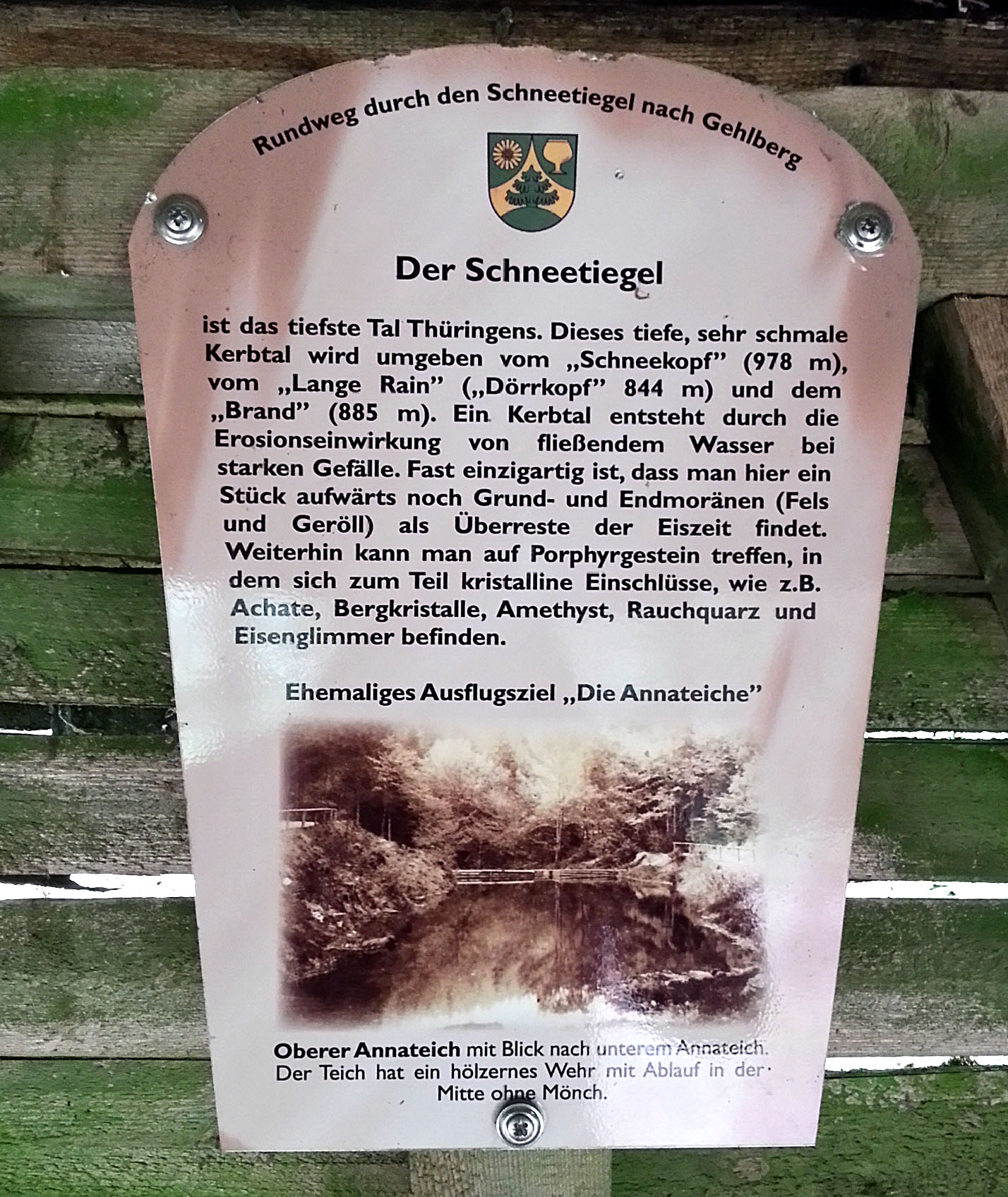
Infotafel der Gemeinde Gehlberg, seit 2019 Ortsteil von Suhl, in Thüringen, Deutschland zu dem Tal namens Schneetiegel

Der Schneetiegel ist ein Kartal und zugleich das tiefste Tal Thüringens. Es befindet sich bei Gehlberg in der kreisfreien Stadt Suhl. Der Höhenunterschied zwischen dem Schneekopfgipfel und dem Grund des Schneetiegels beträgt bis zu 380 Meter auf einer Distanz von etwa zwei Kilometern. Eine markante Steilhanglage mit Aussichtspunkt auf der Westseite wird als Felsenschlag (auf ca. 820 m) bezeichnet.

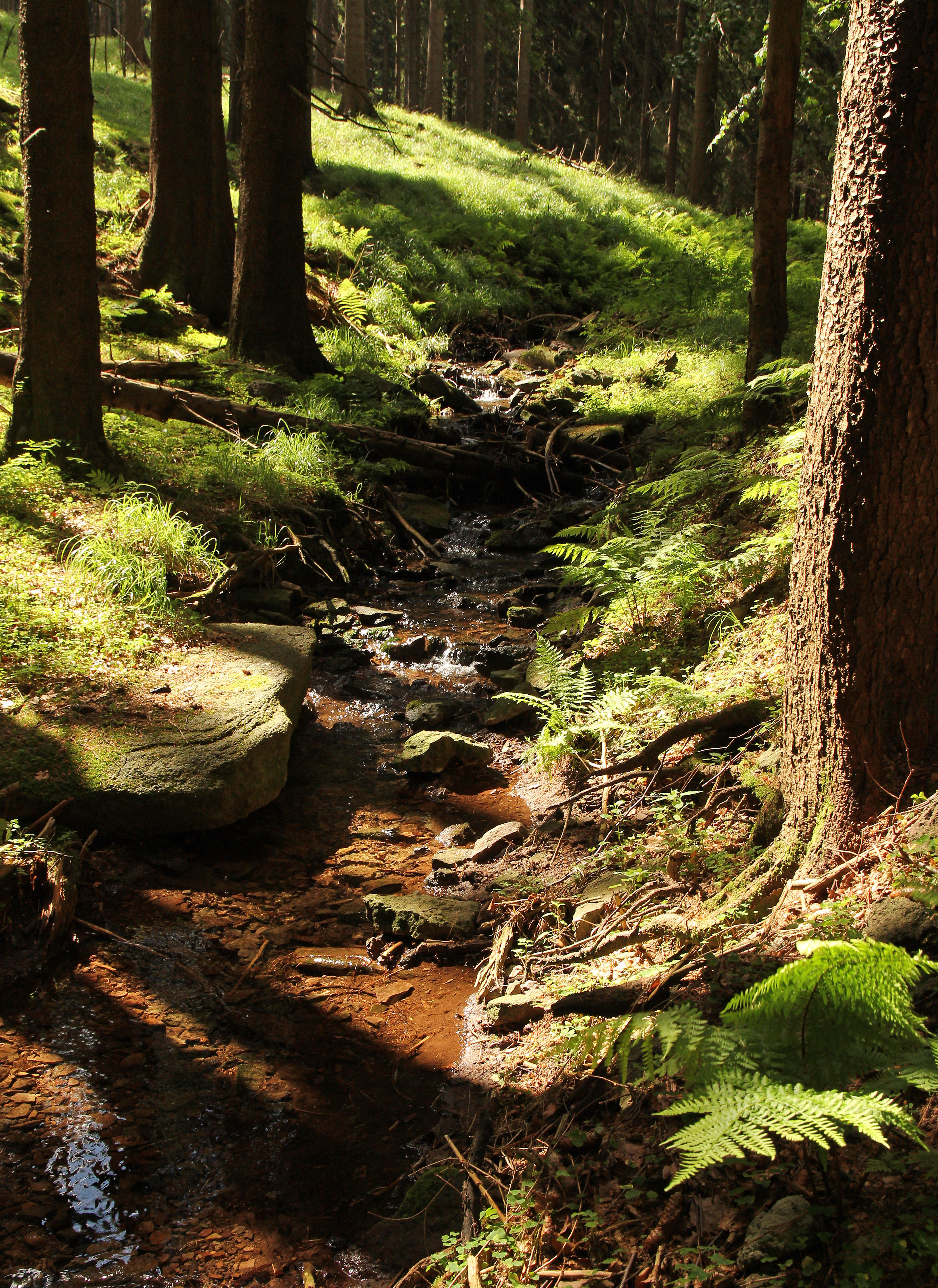
Die Wilde Gera im Schneetiegel

An allen Flanken des Tales entspringen mehr oder weniger starke Quellen des Flusses Wilde Gera. Dieses tiefe, sehr schmale Tal wird umgeben vom Schneekopf (978 m), vom Langen Rain (Dörrkopf 844 m) und dem Brand (885 m). Durch die Schattenwirkung der Berge bleiben an manchen Partien des Talgrundes noch Eis- und Schneefelder bis in den Frühsommer erhalten. Die extremen Lebensbedingungen haben eine einzigartige Flora hervorgebracht.
Oberhalb der Schutzhütte Am Schneetiegel befinden sich im Hochwald Geländestrukturen, die als Grundmoränen und Endmoränen einer Gletscherzunge angesehen werden und somit einzigartige Zeugnisse der letzten Eiszeit im Thüringer Wald darstellen.
Der Schneetiegel galt bis ins 16. Jahrhundert als unzugänglich.
„Da in diesen engen und felsigen Schluchten die Abfuhr des Holzes schwierig ist, so wurde dies in früheren Zeiten fast gar nicht benutzt. Die vor Alter absterbenden Bäume, zwischen denen hohe Farrenkräuter aufsproßten, machten diese Gründe noch unwegsamer. In neuern Zeiten, wo man angefangen hat, die Hölzer durch Verkohlung vortheilhaft zu benutzen, hat sich das einigermaaßen geändert, und jene Schluchten sind lichter und zugänglicher geworden.“
Köhler und Jäger, die in das enge Tal eingedrungen waren, gaben dieser Gegend den doppeldeutigen Namen Hölle. In der ausführlichen landeskundlichen Beschreibung des Herzogtums Gotha Aktenstück „Fürstliches Amt Schwarzwald“ aus dem Jahr 1642 findet sich die älteste Erwähnung des Forstortsnamens Schneetiegel.
Unterhalb des Berggipfels vom Schneekopf befindet sich noch heute ein Gedenkstein für den dort am 16. September 1690 „unversehens“ und „in Verblendung eines Hirsches Gestalt“ von seinem Neffen erschossenen Förster Johann Valentin Grahner aus Gräfenroda. Die rätselhaften Todesumstände inspirierten später Carl Maria von Weber zur Oper Der Freischütz.
Mineraliensammler suchen das Tal auf, man kann mit etwas Glück kristalline Einschlüsse im Porphyrgestein entdecken, beispielsweise Achat, Bergkristall, Amethyst, Rauchquarz und Eisenglimmer. Bekannt sind diese Gesteinsknollen auch als Schneekopfkugeln, die ihr glitzerndes Inneres oft erst nach dem Aufschlagen mit einem Hammer preisgeben.